# Мосціцького (річка)
Мосціцького — річка в Шацькому та Берестейському районах Волинської області України та Білорусі (басейн Вісли).

## Опис
Довжина річки 5 км. Висота витоку річки над рівнем моря — 174 м, висота гирла — 166 м, падіння річки — 8 м, похил річки — 1,6 м/км.

## Розташування
Бере початок у селі Кошари з озера Ритець. Тече переважно на північний захід і перетинає українсько-білоруський кордон. На південній стороні від села Орхава впадає в річку Західний Буг, праву притоку Вісли.

## Історія
Річка штучного походження і створена у 30-ті роки минулого століття під час правління глави Польської держави Ігнація Мосціцького (1926—1939).